# Targa Tenco
Die Targa Tenco ist eine italienische Auszeichnung für Cantautori, die seit 1984 auf Initiative des Club Tenco von einer Journalistenjury in mehreren Kategorien vergeben wird.

## Vergabe
Die Targa Tenco wird in folgenden Kategorien vergeben:
- Bestes Album
- Bester Interpret
- Bestes Debüt
- Bestes Lied/Album im Dialekt
- Bestes Lied

## Preisträger

### Bestes Lied
- 1984 – Gino Paoli – Averti addosso
- 1985 – Paolo Conte – Sotto le stelle del Jazz
- 1986 – Lucio Dalla – Caruso
- 1987 – Francesco Guccini und Juan Carlos Biondini – Scirocco
- 1988 – Ivano Fossati – Questi posti davanti al mare
- 1989 – Enzo Jannacci und Maurizio Bassi – Se me lo dicevi prima
- 1990 – Francesco Guccini – La canzone delle domande consuete
- 1991 – Fabrizio De André – La domenica delle salme
- 1992 – Franco Battiato – Povera patria
- 1993 – Luigi Grechi – Il bandito e il campione
- 1994 – David Riondino – La ballata del sì e del no
- 1995 – Daniele Silvestri und Enzo Miceli – Le cose in comune
- 1996 – Luciano Ligabue – Certe notti
- 1997 – Fabrizio De André und Ivano Fossati – Prinçesa
- 1998 – Francesco De Gregori – La valigia dell'attore
- 1999 – Paolo Conte – Roba di Amilcare
- 2000 – Francesco Guccini und Luciano Ligabue – Ho ancora la forza
- 2001 – Giorgio Gaber und Sandro Luporini – La razza in estinzione
- 2002 – Enzo und Paolo Jannacci – Lettera da lontano
- 2003 – Enzo Jannacci – L’uomo a metà
- 2004 – Samuele Bersani – Cattiva
- 2005 – Paolo Conte – Elegìa
- 2006–2013 (nicht vergeben)
- 2014 – Virginiana Miller – Lettera di San Paolo agli operai
- 2015 – Cristina Donà und Saverio Lanza – Il senso delle cose und Samuele Bersani und Pacifico – Le storie che non conosci (gesungen mit Francesco Guccini)
- 2016 – Francesco Di Giacomo und Paolo Sentinelli – Bomba intelligente (gesungen mit Elio e le Storie Tese)
- 2017 – Brunori Sas – La verità
- 2018 – Mirkoeilcane – Stiamo tutti bene
- 2019 – Daniele Silvestri mit Manuel Agnelli und Rancore – Argentovivo
- 2020 – Tosca – Ho amato tutto (Autor: Pietro Cantarelli)
- 2021 – Madame – Voce (Autoren: Enrico Botta, Madame, Dario Faini)

### Bestes Album
- 1984 – Fabrizio De André – Crêuza de mä
- 1985 – Paolo Conte – Paolo Conte
- 1986 – Ivano Fossati – 700 giorni
- 1987 – Paolo Conte – Aguaplano
- 1988 – Francesco De Gregori – Terra di nessuno
- 1989 – Francesco De Gregori – Mira Mare 19 aprile 1989
- 1990 – Ivano Fossati – Discanto
- 1991 – Fabrizio De André – Le nuvole
- 1992 – Ivano Fossati – Lindbergh
- 1993 – Paolo Conte – Novecento
- 1994 – Francesco Guccini – Parnassius Guccinii
- 1995 – Pino Daniele – Non calpestare i fiori nel deserto
- 1996 – Ivano Fossati – Macramè
- 1997 – Fabrizio De André – Anime salve
- 1998 – Vasco Rossi – Canzoni per me
- 1999 – Franco Battiato – Gommalacca
- 2000 – Samuele Bersani – L’oroscopo speciale
- 2001 – Vinicio Capossela – Canzoni a manovella und Francesco De Gregori – Amore nel pomeriggio
- 2002 – Daniele Silvestri – Unò-dué
- 2003 – Giorgio Gaber – Io non mi sento italiano
- 2004 – Samuele Bersani – Caramella smog
- 2005 – Francesco De Gregori – Pezzi
- 2006 – Vinicio Capossela – Ovunque proteggi
- 2007 – Gianmaria Testa – Da questa parte del mare
- 2008 – Baustelle – Amen
- 2009 – Max Manfredi – Luna persa
- 2010 – Carmen Consoli – Elettra
- 2011 – Vinicio Capossela – Marinai, profeti e balene
- 2012 – Zibba & Almalibre – Come il suono dei passi sulla neve und Afterhours – Padania
- 2013 – Niccolò Fabi – Ecco
- 2014 – Caparezza – Museica
- 2015 – Mauro Ermanno Giovanardi – Il mio stile
- 2016 – Niccolò Fabi – Una somma di piccole cose
- 2017 – Claudio Lolli – Il grande freddo
- 2018 – Motta – Vivere o morire
- 2019 – Vinicio Capossela – Ballate per uomini e bestie
- 2020 – Brunori Sas – Cip!
- 2021 – Samuele Bersani – Cinema Samuele

### Bester Interpret
- 1984 – Ornella Vanoni – Uomini
- 1985 – Alice – Gioielli rubati
- 1986 – Gianni Morandi – In teatro
- 1987 – Mina – Rane supreme
- 1988 – Fiorella Mannoia – Canzoni per parlare
- 1989 – Mia Martini – Martini Mia
- 1990 – Fiorella Mannoia – Di terra e di vento
- 1991 – Pietra Montecorvino – Segnorita
- 1992 – Fiorella Mannoia – I treni a vapore
- 1993 – Peppe Barra – Mo' vene
- 1994 – Tiziana Ghiglioni – Tiziana Ghiglioni canta Luigi Tenco
- 1995 – Fiorella Mannoia – Gente comune
- 1996 – Nicola Arigliano – I sing ancora
- 1997 – Tosca – Incontri e passaggi
- 1998 – Patty Pravo – Notti, guai e libertà
- 1999 – Fiorella Mannoia – Certe piccole voci
- 2000 – Franco Battiato – Fleurs
- 2001 – La Crus – Crocevia
- 2002 – Têtes de Bois – Ferré, l’amore e la rivolta
- 2003 – Francesco De Gregori und Giovanna Marini – Il fischio del vapore
- 2004 – Fiorella Mannoia – Concerti
- 2005 – Morgan – Non al denaro non all’amore né al cielo
- 2006 – Petra Magoni und Ferruccio Spinetti – Musica nuda 2
- 2007 – Têtes de Bois – Avanti pop
- 2008 – Eugenio Finardi, Sentieri Selvaggi und Carlo Boccadoro – Il cantante al microfono – Eugenio Finardi interpreta Vladimir Vysotzky
- 2009 – Ginevra Di Marco – Donna Ginevra
- 2010 – Avion Travel – Nino Rota, l’amico magico
- 2011 – Roberta Alloisio – Janua
- 2012 – Francesco Baccini – Baccini canta Tenco
- 2013 – Mauro Ermanno Giovanardi und Sinfonico Honolulu – Maledetto colui che è solo
- 2014 – Raiz und Fausto Mesolella – Dago Red
- 2015 – Têtes de Bois – Extra
- 2016 – Peppe Voltarelli – Voltarelli canta Profazio
- 2017 – Ginevra Di Marco – La Rubia canta La Negra
- 2018 – Fabio Cinti – La voce del padrone – Un adattamento gentile
- 2019 – Alessio Lega – Nella corte dell’Arbat – Le canzoni di Bulat Okudzava
- 2020 – Tosca – Morabeza
- 2021 – Peppe Voltarelli – Planetario

### Bestes Debüt
- 1984 – Lucio Quarantotto – Di mattina molto presto
- 1985–1986 (nicht vergeben)
- 1987 – Marco Ongaro – Ai
- 1988 – Mariella Nava – Per paura o per amore
- 1989 – Francesco Baccini – Cartoons
- 1990 – Max Manfredi – Le parole del gatto
- 1991 – Mauro Pagani – Passa la bellezza und Vinicio Capossela – All’una e trentacinque circa
- 1992 – Pino Pavone – Maledetti amici
- 1993 – Mau Mau – Sauta Rabel
- 1994 – Almamegretta – Anima migrante
- 1995 – La Crus – La Crus
- 1996 – Claudio Sanfilippo – Stile libero
- 1997 – Cristina Donà – Tregua
- 1998 – Elisa – Pipes & Flowers
- 1999 – Quintorigo – Rospo
- 2000 – Ginevra Di Marco – Trama tenue
- 2001 – Pacifico – Pacifico
- 2002 – Sergio Cammariere – Dalla pace del mare lontano
- 2003 – Morgan – Canzoni dell’appartamento
- 2004 – Alessio Lega und Mariposa – Resistenza e amore
- 2005 (nicht vergeben)
- 2006 – Simone Cristicchi – Fabbricante di canzoni
- 2007 – Ardecore – Chimera
- 2008 – Le luci della centrale elettrica – Canzoni da spiaggia deturpata
- 2009 – Elisir – Pere e cioccolato
- 2010 – Piero Sidoti – Genteinattesa
- 2011 – Cristiano Angelini – L’ombra della mosca
- 2012 – Colapesce – Un meraviglioso declino
- 2013 – Appino – Il Testamento
- 2014 – Filippo Graziani – Le cose belle
- 2015 – La Scapigliatura – La Scapigliatura
- 2016 – Motta – La fine dei vent’anni
- 2017 – Lastanzadigreta – Creature selvagge
- 2018 – Giuseppe Anastasi – Canzoni ravvicinate del vecchio tipo
- 2019 – Fulminacci – La vita veramente
- 2020 – Paolo Jannacci – Canterò
- 2021 – Madame – Madame

### Bestes Lied/Album im Dialekt
- 1984 – Fabrizio De André und Mauro Pagani – Creuza de mä
- 1985 – Maria Carta – A David a ninnia
- 1986 – Enzo Gragnaniello – Giacomino
- 1987 – Gualtiero Bertelli – Barche de carta
- 1988 – Teresa De Sio – A neve e ’o sole
- 1989 – Pino Daniele – Schizzechea
- 1990 – Enzo Gragnaniello – Fuijente
- 1991 – Tazenda – Disamparados
- 1992 – Pitura Freska – Pin Floi
- 1993 – Pino Daniele und Chick Corea – Sicily
- 1994 – 99 Posse – Curre curre guagliò
- 1995 – Almamegretta – Sanacore
- 1996 – Agricantus – Tuareg
- 1997 – Sensasciou – Generazione con la x
- 1998 – Daniele Sepe – Lavorare stanca
- 1999 – Enzo Gragnaniello – Oltre gli alberi
- 2000 – 99 Posse – La vida que vendrá
- 2001 – Almamegretta – Imaginaria
- 2002 – Davide Van De Sfroos – …E semm partii
- 2003 – Sud Sound System – Lontano
- 2004 – Lou Dalfin – L’òste del diau
- 2005 – Enzo Jannacci – Milano 3–6–2005
- 2006 – Lucilla Galeazzi – Amore e acciaio
- 2007 – Andrea Parodi und Elena Ledda – Rosa Resolza
- 2008 – Davide Van De Sfroos – Pica!
- 2009 – Enzo Avitabile – Napoletana
- 2010 – Peppe Voltarelli – Ultima notte a Malà Strana
- 2011 – Patrizia Laquidara und Hotel Rif – Il canto dell’anguana
- 2012 – Enzo Avitabile – Black Tarantella
- 2013 – Cesare Basile – Cesare Basile
- 2014 – Loris Vescovo – Penisolâti
- 2015 – Cesare Basile – Tu prenditi l’amore che vuoi e non chiederlo più
- 2016 – Claudia Crabuzza – “Com un soldat” und James Senese & Napoli Centrale – “’O sanghe”
- 2017 – Canio Loguercio und Alessandro D’Alessandro – Canti, ballate e ipocondrie d’ammore
- 2018 – Francesca Incudine – Tarakè
- 2019 – Enzo Gragnaniello – Lo chiamavano Vient’ ’e Terra
- 2020 – Nuova Compagnia di Canto Popolare – Napoli 1534. Tra moresche e villanelle
- 2021 – Fratelli Mancuso – Manzamà

### Bestes Projektalbum
- 2018 – Verschiedene Interpreten – VxL: Voci per la Libertà – Una canzone per Amnesty 2017
- 2019 – AdoRiza – Viaggio in Italia. Cantando le nostre radici
- 2020 – ex aequo:
  - Verschiedene Interpreten – Io credevo. Le canzoni di Gianni Siviero
  - Francesco Guccini und Mauro Pagani – Note di viaggio – Capitolo 1: Venite avanti
- 2021 – Verschiedene Interpreten – Ad esempio a noi piace Rino